# Lokala partiers nätverk
Lokala partiers nätverk (LPN) är en riksorganisation som bildades 2014 av ett antal svenska lokalpartier. Nätverkets syfte är bland annat att främja erfarenhets- och kunskapsutbyte medlemspartierna emellan, samt företräda deras intressen. Den driver frågor såsom skilda valdagar för kommun- och riksdagsval, och lokalpartiers representation i SKR.

## Medlemspartier
| Parti                           | Kommun/region         |
| ------------------------------- | --------------------- |
| Framtid i Ale                   | Ale                   |
| Bollnäspartiet                  | Bollnäs               |
| Tullingepartiet                 | Botkyrka              |
| Öpartiet                        | Ekerö                 |
| Nystart Enköping                | Enköping              |
| Demokraterna                    | Göteborg              |
| Oberoende realister             | Hagfors               |
| Drevvikenpartiet                | Huddinge              |
| Huddingepartiet                 | Huddinge              |
| Karlstadpartiet Livskvalitet    | Karlstad              |
| Knivsta.Nu                      | Knivsta               |
| Edetlistan                      | Lilla Edet            |
| Förnyalund                      | Lund                  |
| Nackalistan                     | Nacka                 |
| Sorundanet                      | Nynäshamn             |
| Skol- och landsbygdspartiet     | Piteå                 |
| Salas bästa                     | Sala                  |
| SoL-partiet                     | Sölvesborg            |
| Timråpartiet                    | Timrå                 |
| Nya Ulricehamn                  | Ulricehamn            |
| Sjukvårdspartiet Västernorrland | Region Västernorrland |
| Westerwikspartiet               | Västervik             |
| Engelholmspartiet               | Ängelholm             |
| Örebropartiet                   | Örebro                |
| Roslagspartiet                  | Österåker             |
| Lokalpartiet Boa                | Östhammar             |